# اچ‌ام‌اس دراکو (۱۷۹۸)
اچ‌ام‌اس دراکو (۱۷۹۸) (به انگلیسی: HMS Dragon (1798)) یک کشتی بود که طول آن ۱۷۸ فوت (۵۴٫۳ متر) بود. این کشتی در سال ۱۷۹۸ ساخته شد.